# میکییا اتو
میکییا اتو (ژاپنی: 衛藤 幹弥؛ زادهٔ ۲۹ سپتامبر ۱۹۹۹) یک بازیکن فوتبال اهل ژاپن است.
از باشگاه‌هایی که در آن بازی کرده‌است می‌توان به باشگاه فوتبال رواسو کوماموتو و باشگاه فوتبال کاگوشیما یونایتد اشاره کرد.